# Helvetistan
Als Helvetistan wird mit Übernamen eine Staatengruppe bezeichnet, die 1992 auf Bestreben der Schweiz initiiert wurde. Ausser ihr besteht der IMF-Stimmrechtsbund aus Aserbaidschan, Kirgistan, Polen, Serbien, Montenegro, Tadschikistan, Turkmenistan und Usbekistan. Kasachstan trat 2010 bei.
Die Schweiz wollte den Institutionen von Bretton Woods beitreten. Da dort die Stimmen in Gruppen und gemäss dem Kapital von Weltbank und Internationalem Währungsfonds verteilt werden, musste sich die Schweiz etwas einfallen lassen, um Einfluss gewinnen zu können. Grosse Länder kaufen einen solchen Sitz im eigenen Namen, während andere, vor allem die kleineren, sich zusammentun und sich von einem der Länder, das der Gruppe vorsteht, repräsentieren lassen. Im Falle von «Helvetistan» erfüllt die Schweiz als Gründerstaat diese Aufgabe.

## GEF
Eine ähnliche Stimmrechts-Gruppe gibt es auch beim GEF, jedoch ist Polen da nicht dabei.